# Fontenay-le-Vicomte
Fontenay-le-Vicomte è un comune francese di 1 276 abitanti situato nel dipartimento dell'Essonne nella regione dell'Île-de-France.

## Società

### Evoluzione demografica
Abitanti censiti